# Kindertransport (pièce de théâtre)
Kindertransport est une pièce de théâtre de Diane Samuels, qui examine la vie, pendant et après la Seconde Guerre mondiale, d'un enfant du Kindertransport. Bien que fictive, l'histoire est basée sur de nombreuses histoires réelles de Kindertransport. La pièce est publiée par Nick Hern Books.

## Résumé
En novembre 1938, après des nuits de violence contre les Juifs à travers l'Allemagne et l'Autriche, le gouvernement britannique introduit un programme appelé Kindertransport (transport d'enfants), qui permet aux enfants juifs – et uniquement aux enfants – de passer en toute sécurité au Royaume-Uni. Épargnés par les horreurs des camps de la mort, les "Kinder" juifs sont déracinés, séparés de leurs parents et transportés dans une culture différente où ils affrontent, non pas l'horreur absolue des camps de la mort, mais un mélange très humain de gentillesse, d'indifférence, d'exploitation et d'altruisme de gens ordinaires face aux enfants nécessiteux.
Eva Schlesinger, fille de Helga et Werner, est envoyée vivre dans une famille d'accueil à Manchester, en Angleterre, temporairement jusqu'à ce que ses parents trouvent du travail et déménagent également en Angleterre. Elle vit avec Lil, une femme qui a deux autres enfants, Nora et Margaret, et qui est mariée à Jack. Lil permet à Eva de fumer lorsqu'elle la rencontre, ce qui montre à quel point Lil n'est pas un tuteur approprié pour Eva au début. Eva et Lil se brouillent alors qu'Eva saute ses cours d'anglais pour aller demander à des riches s'ils donneront du travail à ses parents ; Lil pense que cela la fait paraître désespérée. Elle est malheureuse et sa mère lui manque. Eva et Lil finissent par être en paix l'une avec l'autre et s'entendent bien et Eva perd progressivement ses racines juives.
Un jour, sa mère, Helga, arrive alors qu'Eva est à la fin de son adolescence. Eva dit à sa mère que Lil et Jack l'ont adoptée, qu'elle est naturalisée anglaise et qu'elle s'appelle maintenant Evelyn. Helga est offensée et contrariée qu'Evelyn ne l'accompagne pas à New York afin de rester avec sa famille. Helga dit à Evelyn que son père est mort. Ils ont une dispute et Helga part. S'ensuit une dispute imaginaire, vicieuse et colérique, entre Helga et Evelyn dans laquelle Evelyn sort toute sa haine envers Helga, et elle proclame que Helga est le joueur de flûte de Hamelin (le Ratcatcher'), un personnage constamment présent dans la pièce.
Au moment présent, Faith, la fille d'Evelyn, découvre le passé secret de sa mère et elles ont une dispute, qui finit par s'arrêter. Tout cela se passe dans le grenier de la maison d'Evelyn, qui représente sans doute la psyché d'Evelyn.

## Productions remarquables
La pièce Kindertransport est jouée pour la première fois au Royaume-Uni par la Soho Theatre Company au Cockpit Theatre de Londres le 13 avril 1993 et, aux États-Unis, au Manhattan Theatre Club à New York le 26 avril 1994. Par la suite, la pièce est produite en Suède, au Japon, en Allemagne, en Autriche, au Canada et en Afrique du Sud.
Elle est adaptée par l'auteur pour une production de BBC Radio 4 et est également jouée à l'Opéra de Manchester, où se déroule la pièce. La pièce a connu une saison dans le West End de Londres, jouée au Vaudeville Theatre (en) du 9 septembre au 30 novembre 1996.   
La pièce a été jouée du 8 novembre 2001 au 20 mars 2002 au Centre d'Art et de culture juive Rachi à Paris dans une traduction de Geneviève Robin-Treguer et  une mise en scène de Jean Négroni.